# Финал Кубка Англии по футболу 1922
Финал Кубка Англии 1922 года (англ. 1922 FA Cup Final) — футбольный матч, завершавший розыгрыш Кубка Англии сезона 1921/22. Он стал 47-м финалом Кубка Футбольной ассоциации, также известного как Кубок Англии, старейшего футбольного турнира в мире. Матч прошёл 23 апреля 1922 года на стадионе «Стэмфорд Бридж» в Лондоне. В нём встретились английские клубы «Хаддерсфилд Таун» и «Престон Норт Энд». Победу в матче с минимальным счётом 1:0 одержал «Хаддерсфилд Таун» благодаря голу Билли Смита. Для «Хаддерсфилда» это была первая и единственная победа в Кубке Англии.

## Матч

### Обзор матча
В финальном матче встретились «Хаддерсфилд Таун» и «Престон Норт Энд», оба клуба выступали в Первом дивизионе. Матч получился достаточно жёстким: обе команды старались остановить атаки соперника «любыми способами», а судья был «слишком снисходителен» к нарушителям правил.

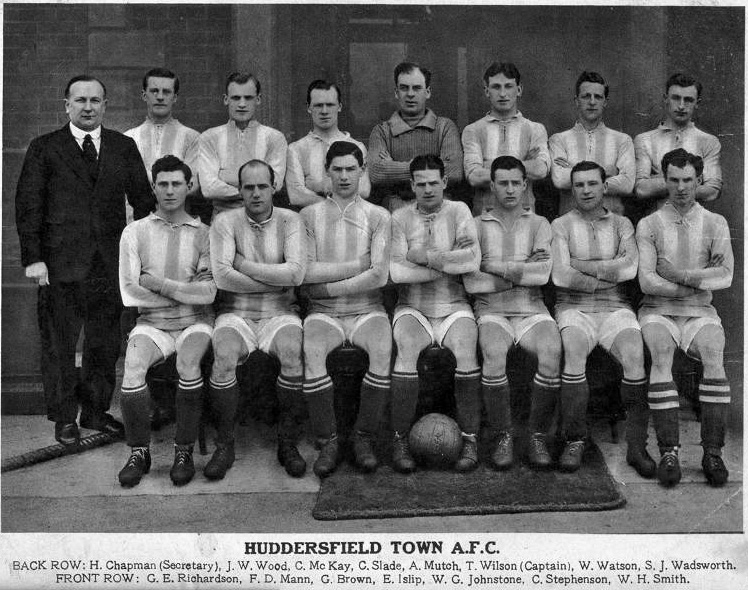
«Хаддерсфилд Таун»

Во втором тайме судья Дж. У. П. Фаулер из Сандерленда назначил пенальти за фол правого защитника «Престона» Тома Хэмилтона на левом крайнем нападающем «Хаддерсфилда» Билли Смите. Пенальти был спорным: хотя Смит упал в штрафной соперника, отметины на газоне демонстрировали, что нарушение правил произошло за пределами штрафной площади (примерно за ярд до линии), что было подтверждено данными кинохроники. Игроки «Престона» яростно протестовали по поводу решения судьи.
Вратарь клуба «Престон Норт Энд» Джеймс Митчелл играл в очках, став первым и единственным в истории финалов Кубка Англии футболистом, вышедшим на поле в очках. На его голове была повязана сине-белая бандана, которая, по его заверениям, помогала защищать его очки от дождя, а также ей было удобно вытирать пот со лба в солнечную погоду. Когда Билли Смит готовился к исполнению одиннадцатиметрового удара, вратарь «Престона» Митчелл подпрыгивал на месте и «танцевал на линии ворот, махая руками в напрасных попытках сбить Смита с толку». Билли Смита, на котором нарушили правила, не смутили действия вратаря соперника: он спокойно исполнил одиннадцатиметровый удар, забив единственный гол в этом матче. Это был первый финал Кубка Англии, исход которого решил одиннадцатиметровый удар.
После матча в одной из газет появился комикс, изображающий Митчелла, одетого в костюм американских индейцев с перьями, исполняющего «боевой танец» у костра, расположенного у линии своих ворот, и Смита, который забивает гол в ворота. Главный тренер «Хаддерсфилда» Герберт Чепмен подал официальную жалобу на действия вратаря во время исполнения пенальти, но Футбольная ассоциация Англии отказалась называть Митчелла по имени (возможно, потому что тот был любителем, а не профессиональным футболистом), ограничившись расплывчатым заявлением: «Совет выражает огромное сожаление по поводу поведения некоторых игроков в финальном матче». Однако вскоре после матча были внесены изменения в правила исполнения одиннадцатиметрового удара: отныне требовалось, чтобы вратарь оставался неподвижным во время исполнения пенальти.

### Отчёт о матче
| Хаддерсфилд Таун | 1:0     | Престон Норт Энд |
| ---------------- | ------- | ---------------- |
| Смит 67′ (пен.)  | (отчёт) |                  |

| Хаддерсфилд Таун | Престон · Норт Энд |

|                 |    |                  |
|                 |    |                  |
| Вр              | 1  | Сэнди Матч       |
| Защ             | 2  | Джеймс Вуд       |
| Защ             | 3  | Сэм Уодсворт     |
| Хав             | 4  | Чарли Слейд      |
| Хав             | 5  | Том Уилсон (к)   |
| Хав             | 6  | Билли Уотсон     |
| Нап             | 7  | Джордж Ричардсон |
| Нап             | 8  | Фрэнк Мэнн       |
| Нап             | 9  | Эрни Ислип       |
| Нап             | 10 | Клем Стивенсон   |
| Нап             | 11 | Билли Смит       |
| Главный тренер: |    |                  |
| Герберт Чепмен  |    |                  |

|                 |    |                   |
|                 |    |                   |
| Вр              | 1  | Джеймс Митчелл    |
| Защ             | 2  | Том Хэмилтон      |
| Защ             | 3  | Алекс Дулан       |
| Хав             | 4  | Том Даксбери      |
| Хав             | 5  | Джо Макколл (к)   |
| Хав             | 6  | Джонни Уильямсон  |
| Нап             | 7  | Арчибальд Ролингз |
| Нап             | 8  | Фрэнк Джефферис   |
| Нап             | 9  | Билли Робертс     |
| Нап             | 10 | Роланд Вудхаус    |
| Нап             | 11 | Питер Куинн       |
| Главный тренер: |    |                   |
| Нет             |    |                   |

## Путь команд к финалу

### «Хаддерсфилд Таун»

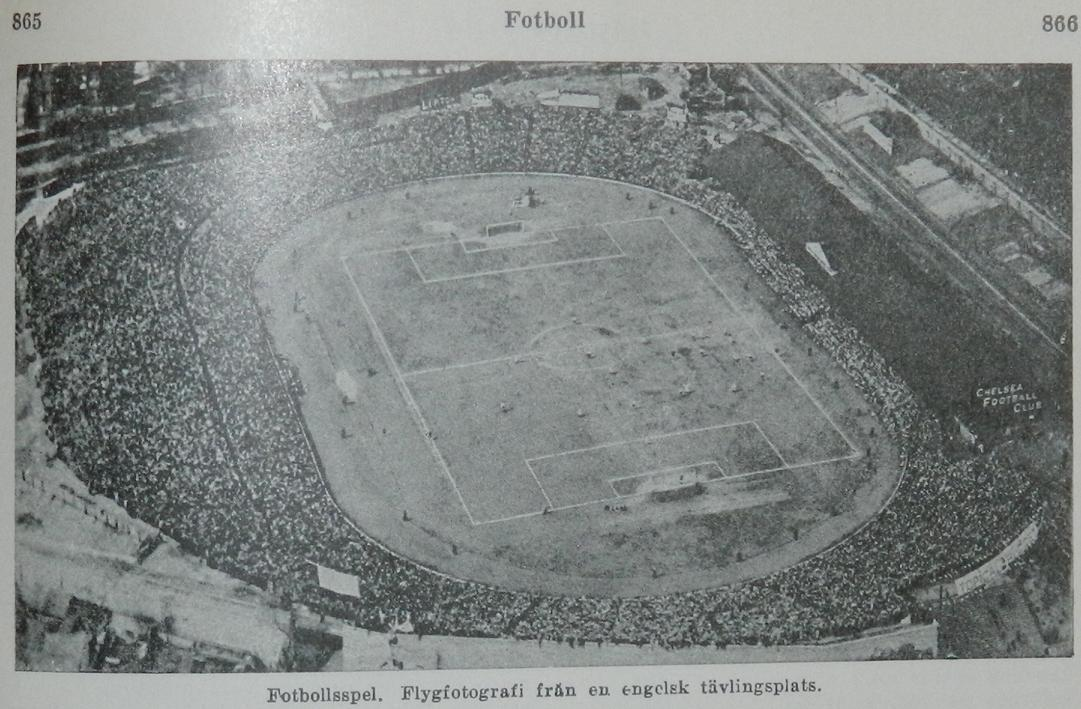
Стадион «Стэмфорд Бридж» до Второй мировой войны

| Раунд 1              | Бернли                   | 2:2 | Хаддерсфилд Таун         |
| Раунд 1. Переигровка | Хаддерсфилд Таун         | 3:2 | Бернли                   |
| Раунд 2              | Брайтон энд Хоув Альбион | 0:0 | Хаддерсфилд Таун         |
| Раунд 2. Переигровка | Хаддерсфилд Таун         | 2:0 | Брайтон энд Хоув Альбион |
| Раунд 3              | Блэкберн Роверс          | 1:1 | Хаддерсфилд Таун         |
| Раунд 3. Переигровка | Хаддерсфилд Таун         | 5:0 | Блэкберн Роверс          |
| Четвертьфинал        | Хаддерсфилд Таун         | 3:1 | Миллуолл                 |
| Полуфинал            | Хаддерсфилд Таун         | 2:0 | Ноттс Каунти             |
|                      | (на «Терф Мур»)          |     |                          |

### «Престон Норт Энд»
| Раунд 1                    | Престон Норт Энд | 3:0 | Вулверхэмптон Уондерерс |
| Раунд 2                    | Престон Норт Энд | 3:1 | Ньюкасл Юнайтед         |
| Раунд 3                    | Барнсли          | 1:1 | Престон Норт Энд        |
| Раунд 3. Переигровка       | Престон Норт Энд | 3:0 | Барнсли                 |
| Четвертьфинал              | Арсенал          | 1:1 | Престон Норт Энд        |
| Четвертьфинал. Переигровка | Престон Норт Энд | 2:1 | Арсенал                 |
| Полуфинал                  | Престон Норт Энд | 2:1 | Тоттенхэм Хотспур       |
|                            | (на «Хиллсборо») |     |                         |